# Bengt Linnman
Bengt Folke Johan Linnman, född 23 mars 1934 i Boden, död 27 november 2024, var en svensk arkitekt.
Linnman, som var son till överstelöjtnant Folke Linnman och Blenda Kottö, avlade studentexamen i Stockholm 1953 och utexaminerades från Kungliga Tekniska högskolan 1960. Han blev assistent vid Kungliga Tekniska högskolan 1959 och bedrev egen arkitektverksamhet i Stockholm från samma år.